# Яблунівка (Луцький район)
Яблуні́вка — село в Україні, у Луцькому районі Волинської області. Входить до складу Копачівської сільської громади. Населення становить 122 особи.

## Географія
Село розташоване на лівому березі річки Фоса, правій притоці Лютиці.

## Історія
У післявоєнний час німецькі колонії, що мали назви Станіславівка, Цицелівка, Лібенштадт та інші, були об'єднанні в одне поселення яке отримало назву Яблунівка.

## Населення
Згідно з переписом УРСР 1989 року чисельність наявного населення села становила 143 особи, з яких 64 чоловіки та 79 жінок.
За переписом населення України 2001 року в селі мешкали 122 особи.

### Мова
Розподіл населення за рідною мовою за даними перепису 2001 року:
| Мова       | Відсоток |
| ---------- | -------- |
| українська | 96,72 %  |
| російська  | 2,46 %   |
| білоруська | 0,82 %   |